# Firenze megye
Firenze megye Olaszország Toszkána régiójának egyik megyéje. Székhelye Firenze.

## Fekvése
Firenze megye Bologna, Ravenna, Forlì-Cesena, Arezzo, Siena, Pisa, Lucca, Pistoia és Prato megyékkel határos.

## Községek(comuni)
- Bagno a Ripoli
- Barberino Val d’Elsa
- Barberino di Mugello
- Borgo San Lorenzo
- Calenzano
- Campi Bisenzio
- Capraia e Limite
- Castelfiorentino
- Cerreto Guidi
- Certaldo
- Dicomano
- Empoli
- Fiesole
- Figline Valdarno
- Firenze
- Firenzuola
- Fucecchio
- Gambassi Terme
- Greve in Chianti
- Impruneta
- Incisa in Val d’Arno
- Lastra a Signa
- Londa
- Marradi
- Montaione
- Montelupo Fiorentino
- Montespertoli
- Palazzuolo sul Senio
- Pelago
- Pontassieve
- Reggello
- Rignano sull’Arno
- Rufina
- San Casciano in Val di Pesa
- San Godenzo
- San Piero a Sieve
- Scandicci
- Scarperia
- Sesto Fiorentino
- Signa
- Tavarnelle Val di Pesa
- Vaglia
- Vicchio
- Vinci